# عصام المولد
عصام محمد المولد مواليد 11 مارس 1999، هو لاعب كرة قدم سعودي يلعب حالياً في نادي الانتصار كلاعب وسط.

## مسيرة اللاعب
لعب في نادي الاتحاد ونادي البكيرية ونادي الحزم ونادي الخلود ونادي العين ونادي الانتصار.

## روابط خارجية
- عصام المولد على موقع قاعدة بيانات كرة القدم.إي يو (الإنجليزية)
- عصام المولد على موقع Soccerway.com (الإنجليزية)
- عصام المولد على موقع كووورة